# Persone di nome Dino
| Questa pagina contiene informazioni ricavate automaticamente dalle voci biografiche con l'ausilio del template Bio e di un bot. L'aggiornamento è periodico e automatico e ricostruisce completamente la pagina. Se manca una persona in questa lista, sei pregato di non aggiungerla, ma accertati piuttosto che la sua voce biografica contenga il template Bio e che i dati anagrafici siano correttamente compilati. Se il template Bio manca, inseriscilo tu stesso o, in alternativa, metti l'avviso {{tmp\|Bio}} che ne segnala la mancanza. Se i dati riportati sono sbagliati, correggi direttamente la voce biografica; le modifiche saranno visibili in questa lista entro pochi giorni. Per chiarimenti vedi il progetto antroponimi. La lista contiene solo le 248 persone che sono citate nell'enciclopedia e per le quali è stato implementato correttamente il template Bio. Pagina aggiornata al 22 giu 2025. |

Questa è una lista di persone presenti nell'enciclopedia che hanno il nome Dino, suddivise per attività principale.

## Allenatori di atletica leggera(1)
- Dino Ponchio, allenatore di atletica leggera, dirigente sportivo e insegnante italiano (Cartura, n. 1946)

## Allenatori di calcio(11)
- Dino Baggio, allenatore di calcio e ex calciatore italiano (Camposampiero, n. 1971)
- Dino Bonsanti, allenatore di calcio e dirigente sportivo italiano (Livorno, n. 1923 - † 1997)
- Dino Bovoli, allenatore di calcio e calciatore italiano (Molinella, n. 1914 - Bologna, † 1988)
- Dino D'Alessi, allenatore di calcio e ex calciatore italiano (Paese, n. 1942)
- Dino Di Carlo, allenatore di calcio e ex calciatore italiano (Pescara, n. 1946)
- Dino Kresinger, allenatore di calcio e ex calciatore croato (Čakovec, n. 1982)
- Dino Pagliari, allenatore di calcio e ex calciatore italiano (Macerata, n. 1957)
- Dino Sani, allenatore di calcio e ex calciatore brasiliano (San Paolo, n. 1932)
- Dino Skender, allenatore di calcio croato (Osijek, n. 1983)
- Dino Škvorc, allenatore di calcio e calciatore croato (Čakovec, n. 1990)
- Dino Toppmöller, allenatore di calcio e ex calciatore tedesco (Wadern, n. 1980)

## Allenatori di hockey su ghiaccio(1)
- Dino Grossi, allenatore di hockey su ghiaccio e ex hockeista su ghiaccio canadese (Toronto, n. 1970)

## Arbitri di calcio(1)
- Dino Tommasi, ex arbitro di calcio italiano (Bassano del Grappa, n. 1976)

## Architetti(1)
- Dino Lilli, architetto italiano (Perugia, n. 1898 - Perugia, † 1971)

## Arcivescovi cattolici(3)
- Dino De Antoni, arcivescovo cattolico italiano (Chioggia, n. 1936 - Gorizia, † 2019)
- Dino di Radicofani, arcivescovo cattolico italiano (Radicofani - Pisa, † 1348)
- Dino Trabalzini, arcivescovo cattolico italiano (Montepulciano, n. 1923 - Sacrofano, † 2003)

## Attori(8)
- Dino Cassio, attore e cantante italiano (Bari, n. 1934 - Roma, † 2012)
- Dino Curcio, attore italiano (Napoli, n. 1929 - Roma, † 1986)
- Dino Emanuelli, attore e autore televisivo italiano (Genova, n. 1931 - Camogli, † 2017)
- Dino Fetscher, attore gallese (Cardiff, n. 1988)
- Dino Lanaro, attore e conduttore televisivo italiano (Cuggiono, n. 1980)
- Dino Morea, attore e modello indiano (Bangalore, n. 1975)
- Dino Peretti, attore italiano († 1975)
- Dino Valdi, attore italiano (Napoli, n. 1922 - Roma, † 2003)

## Autori di videogiochi(1)
- Dino Dini, autore di videogiochi britannico (Bristol, n. 1965)

## Aviatori(1)
- Dino Arcangeli, aviatore italiano (San Marcello Pistoiese, n. 1904 - † 1969)

## Avvocati(2)
- Dino Philipson, avvocato, imprenditore e politico italiano (Firenze, n. 1889 - Pistoia, † 1972)
- Dino Rondani, avvocato, politico e giornalista italiano (Sogliano al Rubicone, n. 1868 - Nizza, † 1951)

## Baritoni(1)
- Dino Dondi, baritono italiano (Casalecchio di Reno, n. 1925 - Basse-Terre, † 2007)

## Bassisti(1)
- Dino D'Autorio, bassista e arrangiatore italiano (Penne, n. 1954)

## Bobbisti(2)
- Dino Crescentini, bobbista e pilota automobilistico sammarinese (Città di San Marino, n. 1947 - Bowmanville, † 2008)
- Dino De Martin, bobbista italiano (Lozzo di Cadore, n. 1921 - Lignano Sabbiadoro, † 1960)

## Canottieri(3)
- Dino Barsotti, canottiere italiano (Livorno, n. 1903 - † 1985)
- Dino Lucchetta, ex canottiere italiano (Torino, n. 1968)
- Dino Nardin, canottiere italiano (Jesolo, n. 1932 - San Donà di Piave, † 2010)

## Cantanti(7)
- Dino Cabano, cantante, bassista e compositore italiano (Genova, n. 1945)
- Dino Di Luca, cantante e attore italiano (Livorno, n. 1903 - Genova, † 1991)
- Dino Drusiani, cantante italiano (Campogalliano, n. 1952)
- Dino Jelusić, cantante croato (Požega, n. 1992)
- Dean Martin, cantante, attore e comico statunitense (Steubenville, n. 1917 - Beverly Hills, † 1995)
- Dino Merlin, cantante e musicista bosniaco (Sarajevo, n. 1962)
- Dino Sarti, cantante e cabarettista italiano (Bologna, n. 1936 - Bentivoglio, † 2007)

## Cantautori(2)
- Dino Fumaretto, cantautore e musicista italiano (Mantova, n. 1981)
- Dino Lenny, cantautore e disc jockey britannico (Lewisham, n. 1969)

## Cardinali(2)
- Dino Monduzzi, cardinale e vescovo cattolico italiano (Brisighella, n. 1922 - Città del Vaticano, † 2006)
- Dino Staffa, cardinale e arcivescovo cattolico italiano (Campanile, n. 1906 - Roma, † 1977)

## Cestisti(7)
- Dino Boselli, ex cestista e dirigente sportivo italiano (Milano, n. 1958)
- Dino Meneghin, ex cestista e dirigente sportivo italiano (Alano di Piave, n. 1950)
- Dino Murić, cestista sloveno (Lubiana, n. 1990)
- Dino Pita, cestista svedese (Foča, n. 1988)
- Dino Rađa, ex cestista croato (Spalato, n. 1967)
- Dino Radončić, cestista montenegrino (Gießen, n. 1999)
- Dino Zucchi, cestista italiano (Bastiglia, n. 1927 - Bologna, † 2011)

## Chitarristi(1)
- Dino Cazares, chitarrista statunitense (Mexicali, n. 1966)

## Ciclisti su strada(6)
- Dino Bertolino, ciclista su strada italiano
- Dino Bruni, ex ciclista su strada italiano (Portomaggiore, n. 1932)
- Dino Liviero, ciclista su strada italiano (Castelfranco Veneto, n. 1938 - Coccau, † 1970)
- Dino Porrini, ex ciclista su strada italiano (Volta Mantovana, n. 1953)
- Dino Rossi, ciclista su strada italiano (Livorno, n. 1920 - Firenze, † 2008)
- Dino Zandegù, ex ciclista su strada, pistard e dirigente sportivo italiano (Rubano, n. 1940)

## Comici(1)
- Dino Paradiso, comico e cabarettista italiano (Matera, n. 1979)

## Compositori(3)
- Dino Ceglie, compositore e produttore discografico italiano (Milano, n. 1958)
- Dino Betti Van Der Noot, compositore italiano (Rapallo, n. 1936)
- Dino Rulli, compositore e musicista italiano (Roma, n. 1891 - Roma, † 1929)

## Critici letterari(2)
- Dino Sigismondo Cervigni, critico letterario italiano (Treia, n. 1941)
- Dino Garrone, critico letterario e scrittore italiano (Novara, n. 1904 - Parigi, † 1931)

## Direttori d'orchestra(1)
- Dino Milella, direttore d'orchestra e compositore italiano (Bari, n. 1907 - Taranto, † 2002)

## Dirigenti sportivi(4)
- Dino Canestri, dirigente sportivo, allenatore di calcio e calciatore italiano (Prato, n. 1907 - Roma, † 1981)
- Dino Castellano, dirigente sportivo, allenatore di calcio e calciatore italiano (Gioia del Colle, n. 1905 - † 1981)
- Dino Manuzzi, dirigente sportivo e imprenditore italiano (Cesena, n. 1907 - Cesena, † 1982)
- Dino Musner, dirigente sportivo italiano (n. 1930 - † 2012)

## Economisti(1)
- Piero Giarda, economista italiano (Milano, n. 1936)

## Fantini(1)
- Dino Pes, fantino italiano (Silanus, n. 1980)

## Filologi(1)
- Dino Pieraccioni, filologo classico, grecista e grammatico italiano (Pontassieve, n. 1920 - Firenze, † 1989)

## Filosofi(1)
- Dino Formaggio, filosofo e critico d'arte italiano (Milano, n. 1914 - Illasi, † 2008)

## Fotografi(1)
- Dino Pedriali, fotografo italiano (Roma, n. 1950 - Roma, † 2021)

## Fumettisti(2)
- Dino Battaglia, fumettista italiano (Venezia, n. 1923 - Milano, † 1983)
- Dino Leonetti, fumettista italiano (Firenze, n. 1937 - Roma, † 2006)

## Funzionari(1)
- Dino Perrone Compagni, prefetto e politico italiano (Firenze, n. 1879 - Firenze, † 1950)

## Generali(2)
- Dino Ciarlo, generale italiano (Savona, n. 1917 - Roma, † 2012)
- Bortolo Zambon, generale e partigiano italiano (Treviso, n. 1879 - Milano, † 1967)

## Giocatori di baseball(1)
- Dino Restelli, giocatore di baseball statunitense (Saint Louis, n. 1924 - San Carlos, † 2006)

## Giocatori di curling(2)
- Dino Menardi, giocatore di curling e hockeista su ghiaccio italiano (Cortina d'Ampezzo, n. 1923 - Cortina d'Ampezzo, † 2014)
- Dino Zardini, ex giocatore di curling italiano (Cortina d'Ampezzo, n. 1943)

## Giocatori di football americano(1)
- Dino Mangiero, ex giocatore di football americano statunitense (New York, n. 1958)

## Giornalisti(7)
- Dino Basili, giornalista, scrittore e aforista italiano (Roma, n. 1934)
- Dino Boffo, giornalista e dirigente d'azienda italiano (Asolo, n. 1952)
- Dino Bonardi, giornalista e scrittore italiano (Lucca, n. 1896 - Milano, † 1966)
- Dino Platone, giornalista, antifascista e illustratore italiano (Zurigo, n. 1928 - Roma, † 1990)
- Dino Frescobaldi, giornalista, saggista e scrittore italiano (Firenze, n. 1926 - Firenze, † 2010)
- Dino Giarrusso, giornalista, personaggio televisivo e politico italiano (Catania, n. 1974)
- Dino Pesole, editorialista e giornalista italiano (Roma, n. 1951)

## Giuristi(1)
- Dino Rosoni, giurista italiano (Firenze, n. 1253 - Bologna, † 1303)

## Hockeisti su ghiaccio(2)
- Dino Ciccarelli, ex hockeista su ghiaccio canadese (Sarnia, n. 1960)
- Dino Felicetti, ex hockeista su ghiaccio canadese (Burlington, n. 1970)

## Illustratori(1)
- Dino Marsan, illustratore e artista italiano (Ferrara, n. 1955)

## Imprenditori(5)
- Dino Boscarato, imprenditore italiano (Conegliano, n. 1928 - Mestre, † 2004)
- Dino Bruseschi, imprenditore e dirigente sportivo italiano (Palmanova, n. 1921 - Udine, † 1997)
- Dino Gavina, imprenditore, designer e editore italiano (San Giovanni in Persiceto, n. 1922 - Bologna, † 2007)
- Dino Terragni, imprenditore e inventore italiano (Paderno Dugnano, n. 1927 - Ginevra, † 1979)
- Dino Viola, imprenditore, dirigente sportivo e politico italiano (Terrarossa, n. 1915 - Roma, † 1991)

## Informatici(1)
- Dino Distefano, informatico italiano (Catania, n. 1973)

## Ingegneri(4)
- Dino Chiaraviglio, ingegnere e chimico italiano (n. 1873 - † 1955)
- Dino Olivetti, ingegnere e imprenditore italiano (Ivrea, n. 1912 - Milano, † 1976)
- Dino Tonini, ingegnere italiano (San Daniele del Friuli, n. 1905 - Padova, † 1975)
- Dino Toso, ingegnere italiano (Delft, n. 1969 - Oxford, † 2008)

## Matematici(1)
- Dino Dainelli, matematico e informatico italiano (Pelago, n. 1918 - † 2004)

## Medici(3)
- Dino Giannotti, medico e scrittore italiano (Montepulciano, n. 1889 - Montepulciano, † 1957)
- Dino Vannucci, medico italiano (Vergato, n. 1895 - San Paolo, † 1937)
- Dino del Garbo, medico e filosofo italiano (Firenze, n. 1280 - Firenze, † 1327)

## Mercanti(1)
- Dino Rapondi, mercante e politico italiano (Lucca, n. 1350 - Bruges, † 1416)

## Militari(6)
- Dino Ciriaci, militare italiano (Lanciano, n. 1914 - Battaglia di Cheren, † 1941)
- Dino Del Favero, militare francese (Venezia, n. 1910 - Battaglia di Cheren, † 1941)
- Dino Del Poggetto, militare e politico italiano
- Dino Di Marzio, militare e aviatore italiano (Pescara, n. 1910 - San Bartolomé de las Abiertas, † 1936)
- Dino Oliosi, militare e aviatore italiano (Rolo, n. 1916 - Viver, † 1938)
- Dino Zannoner, militare italiano (Vicenza, n. 1910 - battaglia di Cheren, † 1941)

## Musicisti(3)
- Dino Crocco, musicista e conduttore televisivo italiano (Ovada, n. 1932 - Ovada, † 2010)
- Dino Olivieri, musicista, compositore e direttore d'orchestra italiano (Senigallia, n. 1905 - Milano, † 1963)
- Dino Piana, musicista e trombonista italiano (Refrancore, n. 1930 - Roma, † 2023)

## Partigiani(3)
- Dino Carta, partigiano italiano (Vicenza, n. 1924 - Vicenza, † 1945)
- Dino Degani, partigiano italiano (Negarine, n. 1926 - Alcenago, † 1944)
- Dino Saccenti, partigiano e politico italiano (Prato, n. 1901 - † 1981)

## Pattinatori di velocità su ghiaccio(1)
- Dino Gillarduzzi, ex pattinatore di velocità su ghiaccio italiano (Cortina d'Ampezzo, n. 1975)

## Pedagogisti(1)
- Dino Perego, pedagogista italiano (Stradella, n. 1921 - Torino, † 1984)

## Pianisti(3)
- Dino Ciani, pianista italiano (Fiume, n. 1941 - Roma, † 1974)
- Dino Scuderi, pianista, compositore e direttore d'orchestra italiano (Messina, n. 1963)
- Dino Siani, pianista, compositore e arrangiatore italiano (Genova, n. 1936 - Lecco, † 2017)

## Piloti automobilistici(1)
- Dino Beganovic, pilota automobilistico svedese (Linköping, n. 2004)

## Pittori(10)
- Dino Bausi, pittore italiano (Firenze, n. 1905 - Firenze, † 1936)
- Dino Boschi, pittore italiano (Bologna, n. 1923 - Bologna, † 2015)
- Dino Caponi, pittore italiano (Firenze, n. 1920 - Arezzo, † 2000)
- Dino Chini, pittore e decoratore italiano (Borgo San Lorenzo, n. 1884 - Borgo San Lorenzo, † 1960)
- Dino Ferrari, pittore italiano (Ascoli Piceno, n. 1914 - Ascoli Piceno, † 2000)
- Dino Gambetti, pittore italiano (Quistello, n. 1907 - Genova, † 1988)
- Dino Lanaro, pittore italiano (Schio, n. 1909 - Milano, † 1998)
- Dino Paolini, pittore e scultore italiano (Lonigo, n. 1926 - Milano, † 2013)
- Dino Vincenzo Patroni, pittore, scultore e ceramista italiano (Salerno, n. 1947)
- Dino Valls, pittore spagnolo (Saragozza, n. 1959)

## Poeti(3)
- Dino Campana, poeta italiano (Marradi, n. 1885 - Scandicci, † 1932)
- Dino Carlesi, poeta, critico d'arte e pedagogista italiano (Milano, n. 1919 - Pontedera, † 2010)
- Dino Frescobaldi, poeta italiano (Firenze, n. 1271)

## Politici(17)
- Dino Compagni, politico, scrittore e storico italiano (Firenze - Firenze, † 1324)
- Dino De Poli, politico italiano (Treviso, n. 1929 - Treviso, † 2020)
- Dino Faragona, politico e ingegnere italiano (Fiume, n. 1912 - Varese, † 2006)
- Dino Grandi, politico, diplomatico e nobile italiano (Mordano, n. 1895 - Bologna, † 1988)
- Dino Limoni, politico italiano (Verona, n. 1912 - † 1986)
- Dino Madaudo, politico italiano (Messina, n. 1937)
- Dino Mazza, politico italiano (Tirano, n. 1940)
- Dino Moro, politico e partigiano italiano (Portogruaro, n. 1923 - Portogruaro, † 2005)
- Dino Penazzato, politico e sindacalista italiano (Vicenza, n. 1913 - Roma, † 1962)
- Dino Raugi, politico e partigiano italiano (Livorno, n. 1926 - † 2007)
- Dino Riva, politico italiano (Rocca Pietore, n. 1928 - Rocca Pietore, † 2010)
- Dino Scantamburlo, politico italiano (Camposampiero, n. 1946)
- Dino Secco Suardo, politico, diplomatico e antifascista italiano (Milano, n. 1889 - Roma, † 1978)
- Dino Secco, politico italiano (Bassano del Grappa, n. 1952)
- Dino Tiberi, politico italiano (Urbino, n. 1923 - Urbino, † 2013)
- Dino Viérin, politico italiano (Aosta, n. 1948)
- Dino Ziglio, politico italiano (n. 1911 - † 2001)

## Presbiteri(2)
- Dino Menichetti, presbitero e compositore italiano (Orbignano, n. 1918 - Pistoia, † 2016)
- Dino Torreggiani, presbitero italiano (Reggio Emilia, n. 1905 - Palencia, † 1983)

## Produttori discografici(1)
- Dino Fekaris, produttore discografico e cantautore britannico (Pittsburgh, n. 1945)

## Psicologi(1)
- Dino Origlia, psicologo italiano (Torino, n. 1920 - Milano, † 2012)

## Pubblicitari(1)
- Dino Villani, pubblicitario, pittore e grafico italiano (Nogara, n. 1898 - Milano, † 1989)

## Registi(2)
- Dino Bartolo Partesano, regista e sceneggiatore italiano (Floridia, n. 1925 - Cretone, † 2012)
- Dino Risi, regista e sceneggiatore italiano (Milano, n. 1916 - Roma, † 2008)

## Rugbisti a 15(1)
- Dino Lamb, rugbista a 15 italiano (Warwickshire, n. 1998)

## Saltatori con gli sci(1)
- Dino De Zordo, ex saltatore con gli sci italiano (Cibiana di Cadore, n. 1937)

## Schermidori(1)
- Dino Urbani, schermidore italiano (Livorno, n. 1882 - Varese, † 1958)

## Sciatori alpini(1)
- Dino Pompanin, sciatore alpino italiano (Cortina d'Ampezzo, n. 1930 - Cavalese, † 2015)

## Scrittori(11)
- Dino Buzzati, scrittore, giornalista e pittore italiano (San Pellegrino di Belluno, n. 1906 - Milano, † 1972)
- Dino Claudio, scrittore e poeta italiano (Molfetta, n. 1931 - Roma, † 2022)
- Dino Coltro, scrittore e poeta italiano (Albaredo d'Adige, n. 1929 - Verona, † 2009)
- Dino Falconi, scrittore e regista italiano (Livorno, n. 1902 - Milano, † 1990)
- Dino Mantovani, scrittore e critico letterario italiano (Venezia, n. 1862 - Torino, † 1913)
- Dino Menichini, scrittore e giornalista italiano (Stupizza, n. 1921 - Udine, † 1978)
- Dino Provenzal, scrittore italiano (Livorno, n. 1877 - Voghera, † 1972)
- Pitigrilli, scrittore, giornalista e aforista italiano (Torino, n. 1893 - Torino, † 1975)
- Dino Terra, scrittore italiano (Roma, n. 1903 - Firenze, † 1995)
- Dino Ticli, scrittore italiano (Lercara Friddi, n. 1954)
- Dino Verde, scrittore, paroliere e drammaturgo italiano (Napoli, n. 1922 - Roma, † 2004)

## Scultori(2)
- Dino Basaldella, scultore italiano (Udine, n. 1909 - Udine, † 1977)
- Dino Felici, scultore italiano (Ortonovo, n. 1931 - Carrara, † 2002)

## Sindacalisti(1)
- Dino Greco, sindacalista, scrittore e giornalista italiano (Brescia, n. 1952)

## Sollevatori(1)
- Dino Turcato, ex sollevatore italiano (Santa Maria di Sala, n. 1946)

## Tennisti(1)
- Dino Prižmić, tennista croato (Spalato, n. 2005)

## Tenori(2)
- Dino Borgioli, tenore italiano (Firenze, n. 1891 - Firenze, † 1960)
- Dino Di Domenico, tenore italiano (Magliano de' Marsi, n. 1949)

## Vescovi cattolici(1)
- Dino Luigi Romoli, vescovo cattolico italiano (Petriolo, n. 1900 - Firenze, † 1985)

## Senza attività specificata(1)
- Dino Manetta, vignettista e animatore italiano (Monterotondo, n. 1947 - † 2018)